# Забалковська синагога
Забалковська синагога — юдейська синагога в Херсоні. Не збереглася.

## Історія
Знаходилася у районі Забалки на розі вулиць Нижньої та Лагерної. Не збереглася; тепер на її місці житловий будинок (на розі вулиць Котляревського, 17 та Нижньої, 98). Відвідуваність на початку XX століття — 1500 чоловік.
Згідно з актом № 18 від 6 травня 1922 року в синагозі були вилучені цінності: корона (2 фунти 38 золотників); корона (28 золотників) та 2 прикраси для сувоїв Тори (1 фунт 73 золотника). Усього до 23 травня 1922 року було вилучено цінностей на суму 8 фунтів 36 золотників (3 кг 430 г).
Синагогу закрили та переобладнали під житловий будинок. Під час окупації у будинку, де містилася синагога, стояли німецькі солдати. При відступі німці будівлю підірвали. Після війни на цьому місці був побудований житловий будинок. Від синагоги залишилася тільки частина обгорілої стіни.